# Paule Maurice
Paule Maurice (París, Francia, 29 de septiembre de 1910 - París, Francia, 18 de agosto de 1967) fue una compositora y pedagoga, autora de música para teatro, ballets, obras orquestales, música de cámara y piezas para piano. Es conocida principalmente por la suite para saxofón y orquesta Tableaux de Provence.

## Biografía
Paule Maurice nace el año 1910 en París, hija de Raoul Auguste Alexandre Maurice, un trabajador de oficina, y de Marguerite Jeanne Lebrun. Realiza sus estudios en el Conservatorio de París, donde cursa armonía con Jean Gallon desde 1929 a 1933, consiguiendo el primer premio del Conservatorio, contrapunto y fuga con Noël Gallon desde 1931 a 1935, resultando en segundo premio de la institución en fuga, y composición con Henri Büsser desde 1935 a 1939, ganando el primer premie en 1939.
A los veintitrés años, se convierte en la profesora asistente de Jean Gallon. En 1942, entra a formar parte del cuerpo docente del Conservatorio de París dentro de la asignatura de lectura a vista, trabajo que llevará a cabo hasta su muerte en 1967. Los dos últimos años de su vida también imparte clases de análisis armónica en la École Normale de Musique de París.
Juntamente con su marit, el también compositor Pierre Lantier (laureado con el Prix de Rome en 1937), escribe un tratado de armonía que se convierte en obra de referencia en muchos centros de enseñanza musical, tanto en Francia como en el extranjero. Este pretende ser un complemento al Tratado de Reber, escrito en 1862 por Napoléon Henri Reber, y se titula Complement du Traité d'Harmonie de Reber. Commentaires et nombreux textes destinés à faciliter l'assimilation à l'écriture moderne (Debussy, Ravel, Strawinsky, etc.). Otras publicaciones de Maurice son Leçons du solfège (P. Nöel) y Recueils de Dictées melòdiques et harmòniques (Editions Naudin).

## Premios y reconocimientos
Según la biografía de la propia compositora en 1960, hasta entonces había recibido los siguientes reconocimientos:
- Prix Halpheu (en composición)
- Premio del Congrès Marial de Boulogne (por una cantata)
- Prix pour l'ensemble de la composition féminine
- Premio del público y del jurado en los conciertos de la Orchestre Pasdeloup
- Prix George Hüe pour la mélodie

## Selección de obras
La catalogación de obras de Paule Maurice es muy difusa ya que no hay un catálogo completo y oficial. La siguiente lista ha sido extraída de la autobiografía que escribió Paule Maurice en 1960 y del catálogo de la editorial Lemoine:
| Obra                                                                           | Tipo de obra                  | Año de publicación | Instrumentación     | Dedicatoria         | Editorial   |
| ------------------------------------------------------------------------------ | ----------------------------- | ------------------ | ------------------- | ------------------- | ----------- |
| Symphonie                                                                      | Orquestal                     | 1939               | Orquesta            |                     |             |
| Concerto pour piano et orchestre                                               | Concertística                 | 1950               | Piano y orquesta    |                     | Ed. Lemoine |
| Concerto giocoso                                                               | Concertística                 | 1950               | Piano y orquesta    |                     | Ed. Lemoine |
| Cosmorama                                                                      | Ballet                        |                    |                     | Encàrrec de l'Estat |             |
| Cosmorama (réduction)                                                          | Reducción a dos pianos        | 1963               | 2 pianos            |                     | Ed. Lemoine |
| Idylle exotique                                                                | Ballet                        |                    |                     |                     |             |
| L'embarquement pour Cithère                                                    | Poema sinfónico               |                    |                     | Encargo del Estado  |             |
| Tableaux de Provence                                                           | Suite orquestal concertística | 1959               | Saxofón y orquesta  | Marcel Mule         | Ed. Lemoine |
| Tableaux de Provence (réduction)                                               | Reducción a saxofón y piano   | 1961               | Saxofón y piano     |                     | Ed. Lemoine |
| Quatuor de flûtes                                                              | Música de cámara              |                    | Cuarteto de flautas |                     |             |
| Quatuor à cordes                                                               | Música de cámara              |                    | Cuarteto de cuerda  |                     |             |
| Trio pour anches                                                               | Música de cámara              |                    | Trío de cañas       |                     |             |
| Quartier latin                                                                 | Suite orquestal               |                    | Orquesta            |                     |             |
| Tourisme                                                                       | Suite orquestal               |                    | Orquesta            |                     |             |
| Night Clup chez Belzébuth                                                      | Suite orquestal               |                    | Orquesta            |                     |             |
| Suite pour 2 pianos et orchestre                                               | Suite                         | 1950               | 2 pianos y orquesta |                     | Ed. Lemoine |
| Variations pour piano                                                          | Instrumento solo              |                    | Piano               |                     |             |
| 5 pièces pour piano                                                            | Instrumento solo              |                    | Piano               |                     | Ed. Durand  |
| 9 pièces pour piano                                                            | Instrumento solo              |                    | Piano               |                     | Ed. Leduc   |
| 6 pièces pour piano                                                            | Instrumento solo              |                    | Piano               |                     | P. Noël     |
| 5 préludes pour piano                                                          | Instrumento solo              |                    | Piano               |                     | Fongères    |
| 3 pièces pour violon et piano                                                  | Música de cámara              |                    | Violín y piano      |                     | P. Noël     |
| Mélodies                                                                       |                               |                    |                     |                     | P. Noël     |
| Les Caprices de Marianne                                                       | Música escénica               |                    |                     |                     |             |
| On ne badine pas avec l'amour                                                  | Música escénica               |                    |                     |                     |             |
| Watheau                                                                        | Música escénica               |                    |                     |                     |             |
| Patounet                                                                       | Música escénica               |                    |                     |                     |             |
| Volio                                                                          | Estudio                       | 1967               | Saxofón alto        |                     |             |
| Tambours et trompettes Archivado el 7 de noviembre de 2017 en Wayback Machine. | Instrumento solo              | 1984               | Piano               |                     | Ed. Lemoine |